# IBM 650

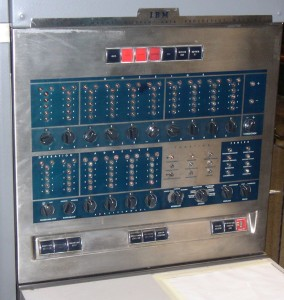
Panel sterowania komputera IBM 650

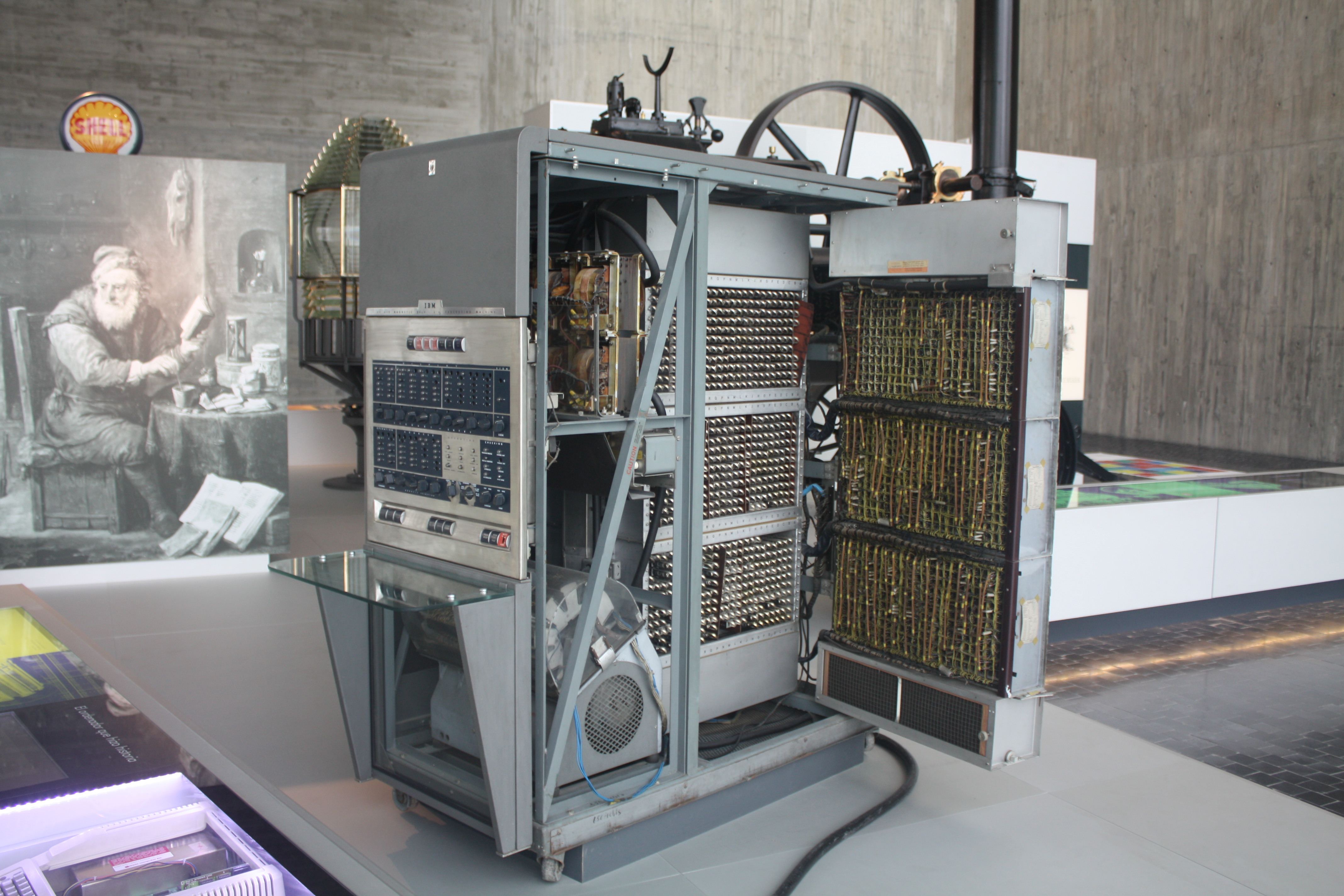
Urządzenie z otwartą obudową

IBM 650 – pierwszy komercyjny komputer, był produkowany w zakładach Endicott (N.Y.) w latach 1953–1962.
Pierwszy egzemplarz dostarczono do odbiorcy w Bostonie w 1954 roku. W 1956 roku firma IBM wytwarzała już jeden egzemplarz dziennie. Kosztował około pół miliona dolarów.
Zapisywał dziesięciocyfrowe liczby na bębnie magnetycznym. Mógł pomieścić 2000 takich liczb na standardowym bębnie.
Wyprodukowano około 2000 jednostek. W 1969 roku został wycofany z rynku.